# Partito Radicale del Cile
Il Partito Radicale  del Cile (in spagnolo: Partido Radical de Chile) era un partito politico cileno di orientamento liberal-socialista operativo dal 1863 al 1994. Sin dalla sua fondazione è collocabile come principale oppositore al Partito Liberale.
Fece parte del Frente Popular e poi della Unidad Popular e fu affiliato all'Internazionale Socialista.
Nel 1994 è confluito, insieme al Partito della Socialdemocrazia Cilena, nel Partito Radicale Social Democratico, il quale, nel 2018, riprenderà a sua volta la storica denominazione di Partito Radicale.
Fu il partito di tre Presidenti, Pedro Aguirre Cerda, Juan Antonio Ríos Morales e Gabriel González Videla, che governarono ininterrottamente dal 1938 al 1952.